# Sáskarákok
A sáskarákok (Stomatopoda) a felsőbbrendű rákok (Malacostraca) osztályába és a Hoplocarida alosztályába tartozó rend. Alosztályának az egyetlen recens rendje.

## Tudnivalók
A legelső sáskarákok körülbelül 400 millió évvel ezelőtt, a devon időszakban jelentek meg. Ezeknek az állatoknak az átlagos mérete 10 centiméter, bár egyesek elérik a 38 centimétert is. A rekordot egy 46 centiméteres példány tartja, melyet az Amerikai Egyesült Államokhoz tartozó floridai Indian folyó melletti Fort Pierce-nél fogtak ki. A rákpáncéljuk, csak a tarkójukat és a toruk első négy szelvényét borítják. A színezetük igen változatos a rejtőszínű barnától, egészen a szembeszökő, rikító színkombinációkig. A természetes élőhelyeik a trópusi és szubtrópusi sekély tengervizek. Ezeknek az élőhelyeknek az egyik legfőbb ragadozóik. A tengerfenék üregeiben élnek, illetve pihennek. A nevüket az imádkozó sáskákra (Mantidae) emlékeztető testtartásukról kapták. Amint az imádkozó sáskák a fogólábaikkal gyorsan elkapják a zsákmányaikat, úgy a sáskarákok is gyors ollómozgásokkal hirtelen megcsapják áldozataikat; ily módon biológiai szonolumineszcenciára képesek. E képesség miatt, igen nehéz fogságban tartani ezeket az állatokat, mivel betörhetik az akváriumok falát. A kutatók szerint a nyúlványokon ülő, nagy összetett szemeik, nagyobb színskálát érzékelnek, mint amit a mi szemeink képesek.

## Rendszerezés
A rendbe az alábbi 1 alrend és 7 öregcsalád tartozik:
- Unipeltata Latreille, 1825
  - Bathysquilloidea Manning, 1967
  - Erythrosquilloidea Manning & Bruce, 1984
  - Eurysquilloidea Manning, 1977
  - Gonodactyloidea Giesbrecht, 1910
  - Lysiosquilloidea Giesbrecht, 1910
  - Parasquilloidea Manning, 1995
  - Squilloidea Latreille, 1802

### Fordítás
- Ez a szócikk részben vagy egészben  a   Mantis shrimp című angol Wikipédia-szócikk ezen változatának fordításán alapul.  Az eredeti cikk szerkesztőit annak laptörténete sorolja fel. Ez a jelzés csupán a megfogalmazás eredetét és a szerzői jogokat jelzi, nem szolgál a cikkben szereplő információk forrásmegjelöléseként.